# Janusz Wójcik
Janusz Marek Wójcik (Varsavia, 18 novembre 1953 – 20 novembre 2017) è stato un allenatore di calcio, calciatore e politico polacco, di ruolo difensore.

## Carriera

### Allenatore
Ha guidato la Nazionale polacca ai Giochi olimpici 1992 vincendo la medaglia d'argento.

### Politica
È stato membro del partito Autodifesa della Repubblica Polacca ed è stato eletto alla Camera dei deputati  il 25 settembre 2005, ottenendo 4236 voti nel distretto di Białystok.

## Palmarès

### Allenatore

#### Club
- Campionato polacco di seconda divisione: 1

Jagiellonia: 1986-1987

#### Nazionale
- Argento olimpico: 1

Barcellona 1992